# Dodecapolis

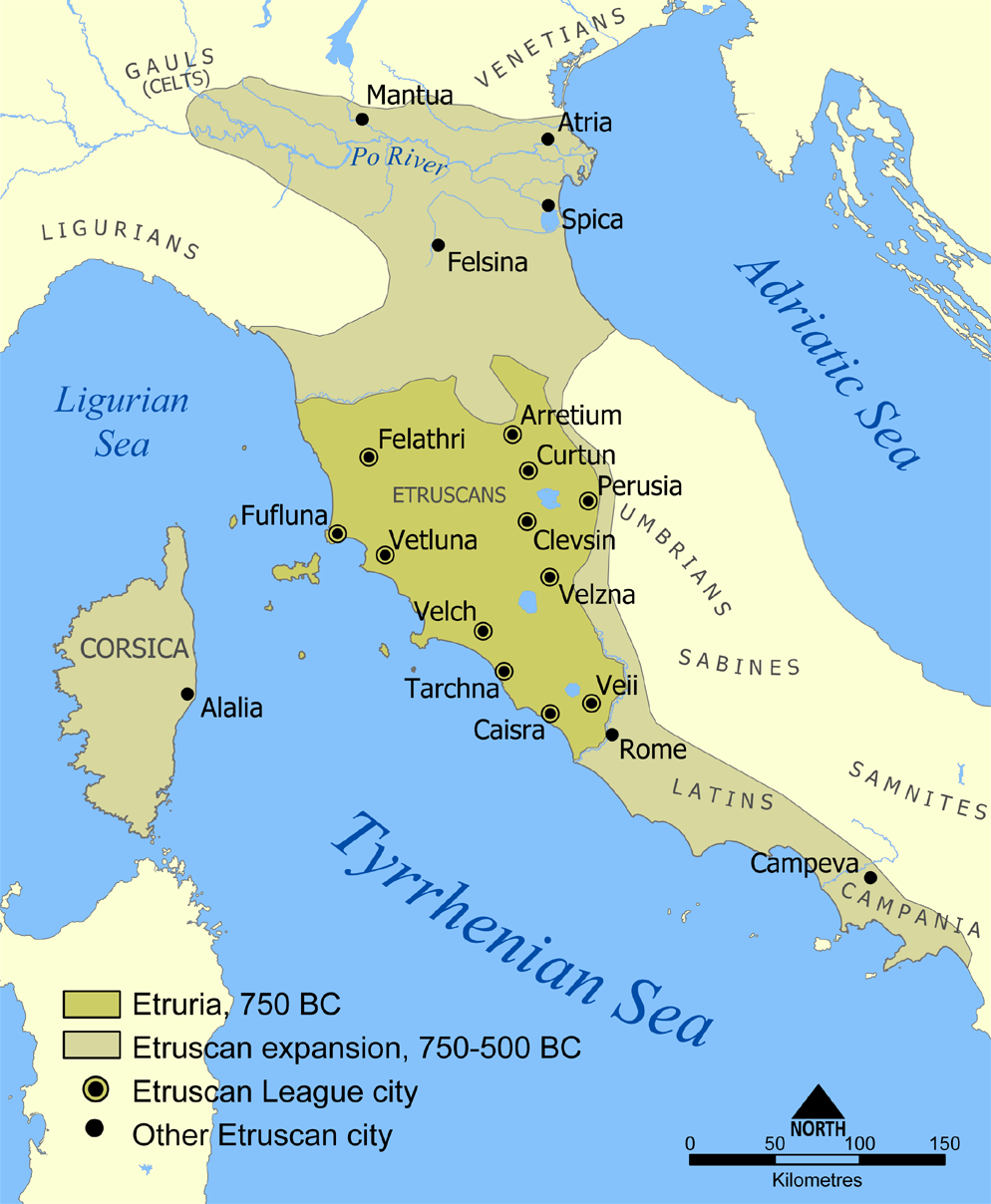
A legfontosabb etruszk városok

Dodecapolis a tizenkét legfontosabb etruszk város szövetsége. A hagyomány szerint két testvér, Tarchon és Türrhénosz alapította valamennyit. Ezek a városok politikailag és gazdaságilag erős egységbe tömörültek, ez volt az etruszk liga.
Az etruszk liga csak rövid ideig volt sikeres, mert tagjai maguk is terjeszkedő politikát folytattak, sokszor egymás ellen is. A szövetséget a városok választott képviselőinek tanácsa irányította, amely minden évben egyszer összegyűlt egy máig beazonosítatlan, Fanum Voltumnae nevű szent helyen. Itt vallási ünnepek keretében tárgyalták meg a közösen követendő gazdaságpolitikát.
Az i. e. 6. században jelentősen kibővült az etruszk liga Latium, Samnium és Campania nagyobb városaival. Ez a bővülés azonban már gyakorlati működésképtelenséghez vezetett. Az etruszkok nem jutottak el az államszervezésnek arra fokára, amelyre nem sokkal később a rómaiak, hasonló alapokról indulva.
| etruszk név        | római név  | mai név   |
| ------------------ | ---------- | --------- |
| Cisra              | Caere      | Cerveteri |
| Clevsin            | Clusium    | Chiusi    |
| Curtun             | Corito     | Cortona   |
| Eretum             | Aretium    | Arezzo    |
| Fufluna            | Populonia  | -         |
| Perusia            | Perusia    | Perugia   |
| Tarchna (Tarchuna) | Tarquinii  | Tarquinia |
| Vei                | Veii       | Veio      |
| Velathri           | Volaterrae | Volterra  |
| Velch              | Vulci      | Volci     |
| Velzna (Velsuna)   | Volsinii   | Bolsena   |
| Vetluna            | Vetulonia  | -         |

Később a legfontosabb városokhoz soroltak:
| etruszk név | római név | mai név |
| ----------- | --------- | ------- |
|             | Rusellae  | Roselle |
| Vipsul      | Faesulae  | Fiesole |